# Heodes supracentroelongata
Heodes supracentroelongata är en fjärilsart som beskrevs av Beuret 1954. Heodes supracentroelongata ingår i släktet Heodes och familjen juvelvingar. Inga underarter finns listade i Catalogue of Life.